# Windows Contatti
Windows Contatti è un gestore di contatti incluso in Windows Vista, Windows 7, Windows 8 e Windows 10. Ha sostituito ma mantiene la maggior parte delle funzionalità della Rubrica di Windows e ha funzionato con Windows Live Mail e la versione di Vista di Windows Mail. 
Contatti di Windows utilizza un formato di schema basato su XML. Ogni contatto viene visualizzato come un singolo file .contact, in cui è possibile memorizzare informazioni personalizzate, comprese le immagini. Contatti offre API di estensibilità per l'integrazione con altre applicazioni e per la memorizzazione di informazioni personalizzate. Sono inoltre supportati il formato legacy *.wab e gli standard aperti *.vcf (vCard) e *.csv (CSV).

## Caratteristiche
- Contatti di Windows è implementato come una cartella speciale. Si trova nel menu Start di Windows Vista e può essere eseguito in Windows 7 e Windows 10 cercando "Contatti" (o "wab.exe") nel menu Start. I contatti possono essere memorizzati in cartelle e gruppi.
- Può importare i formati vCard, CSV, WAB e LDIF.
- Può esportare nei formati vCard 2.1 e CSV. Gli utenti possono fare clic con il pulsante destro del mouse su un contatto per convertirlo rapidamente in formato vCard e inviarlo a chiunque.
- Può stampare i contatti nei formati Memo, Biglietti da visita ed Elenco telefonico.
- Poiché i contatti sono memorizzati nella cartella Contatti semplicemente come singoli file .contact, sono solo un altro tipo di dati nel sistema operativo che possono essere indicizzati e cercati da Ricerca di Windows. È possibile accedere rapidamente ai singoli contatti dalla casella di testo di ricerca del menu Start.
- Persone, il gestore dei contatti per Outlook.com può archiviare le sue informazioni nella cartella Contatti di Windows se l'opzione per crittografarle non è selezionata in Windows Live Messenger.[1] Ogni volta che i contatti in Messenger vengono aggiornati, verranno aggiornati anche nei Contatti di Windows. Questa funzione tuttavia funziona solo con Windows Live Messenger 8.5. La sincronizzazione dei contatti di Windows non è supportata in Windows Live Messenger 9.0.
- Contatti Windows espone le API per la creazione di nuovi contatti, la lettura e la scrittura in un contatto esistente, l'aggiunta di una "Etichetta" sotto forma di URI a una "Proprietà" o una "Proprietà" a un "Contatto", API per la sincronizzazione dei dispositivi con Windows Contatti.[2][3]

## Bug di esportazione di Outlook Express
Si verifica un problema durante l'esportazione dei file della Rubrica di Windows (*.wab) su un altro PC. Se l'utente dispone di contatti organizzati in cartelle, questa struttura di cartelle non verrà conservata quando viene importato il file WAB. Tutti i contatti verranno comunque conservati, lasciando alcuni con un considerevole compito di ricostruire manualmente le cartelle e spostare gli indirizzi nei rispettivi luoghi.
Una soluzione per le versioni di Windows che utilizzano ancora i file WAB come rubrica è quella di copiare, non esportare/importare, i file WAB nella posizione corretta. Questo spesso preserva la struttura delle cartelle. Sfortunatamente, in Windows Live Mail questo non funziona poiché WLM non utilizza WAB.